# (757) Portlandia
(757) Portlandia ist ein Asteroid des Hauptgürtels, der am 30. September 1908 vom US-amerikanischen Astronomen Joel H. Metcalf in Taunton entdeckt wurde.
Benannt wurde der Asteroid nach der Stadt Portland im US-Bundesstaat Maine.